# Sympozjon
Sympozjon (gr. συμποσιον, symposion – wspólne picie) – w starożytnej Grecji część zebrania towarzyskiego – uczty, która następowała po głównym posiłku.

## Geneza
Sympozjon zrodził się w VI wieku p.n.e., prawdopodobnie pod wpływem fenickim, chociaż uczty władców greckich i ich dworzan sięgały korzeniami do czasów prehistorycznych, czego wyrazem są poematy Homera opisujące biesiadujących wojowników.

## Organizatorzy
Uczty organizowały pojedyncze osoby, organizowane były też przez uczestników zrzeszeń (tiazos), którzy ucztowali na wspólny koszt. Przeważnie sympozjony były improwizowane, zdarzało się jednak, że były świadomie organizowane o określonym czasie, np. w Sybaris zaproszenia na sympozjon były ogłaszane z rocznym wyprzedzeniem.

## Uczestnicy
Biesiadnikami byli wyłącznie mężczyźni o podobnym statusie społecznym. Obsługiwali ich młodzi urodziwi niewolnicy obojga płci. Na sympozjonach bywały także kobiety, zwane heterami, które tańczyły, grały na aulosie, a także świadczyły usługi seksualne. Inne wolno urodzone kobiety nie brały w niej udziału, co było konsekwencją odsunięcia greckiej kobiety od uczestnictwa w życiu politycznym wspólnoty. 

## Przebieg
Ucztę rozpoczynała propoma, a więc wypicie przez gości czary aromatyzowanego wina. Wino podawano sobie lub było roznoszone i wypijane przez zaproszonych po kolei. Później następowała zasadnicza część spotkania, która składała się z dwóch etapów: 
1. wspólnego posiłku (dejpnon), podczas którego podawano niewielkie przekąski, pito niewiele i niewiele również rozmawiano; ta część uczty kończyła się dość szybko po zaspokojeniu pierwszego głodu,
2. właściwego sympozjonu, w czasie którego pito wino, greckim zwyczajem zmieszane z wodą (zazwyczaj jedna część wina przypadała na dwie lub trzy części wody). Do mieszania służyło naczynie zwane kraterem, a wino było najczęściej wytworem gospodarza.

Przyjęcie mógł kończyć komos, pijacka procesja z pochodniami ku czci Dionizosa, boga wina.

## Zasady
Sympozjon przebiegał według określonych zasad. Zaproszeni goście zdejmowali obuwie, a niewolnicy myli im stopy. Następnie goście przystrajali się kwiatami i zajmowali miejsca na sofach, które były ustawiane dookoła stołu (lub stołów), miejsca honorowe znajdowały się w pobliżu pana domu. Ucztujący na wpół leżeli podparci na lewym łokciu na wzór fenicki. W sali znajdowało się zazwyczaj 7-15 podwójnych miejsc do leżenia. Następnie niewolnicy przynosili naczynia z wodą i misy, by goście mogli umyć dłonie, a ponieważ nie znano i nie używano ręczników, wycierano dłonie w trakcie uczty w miękisz chleba, jak również w noszoną odzież, chyba że pojawiały się ponownie misy z wodą. 
Podczas właściwego sympozjonu jeden z biesiadników wybierany był sympozjarchą, „mistrzem uczty”, przewodniczącym sympozjonu, i decydował o kolejności rozrywek. Sympozjarcha mógł zarządzić również nietypowe mieszanie wody i wina w równych proporcjach; picie wina niezmieszanego z wodą uważano za niezdrowe. Mógł też karać dowcipnie tych, którzy ociągali się z opróżnianiem pucharów bądź byli w jakiś sposób nieposłuszni. 
Wino ucztujący czerpali z krateru wystawionego pośrodku sali, a pierwsze krople zawsze przeznaczano na ofiarę dla bogów (libacja), przede wszystkim na cześć Dionizosa; wypijano i ofiarowywano bogu niewielką ilość wina wygłaszając przy tym inwokacje, które często stawały się hymnami na jego cześć. Wino spijano z płaskiej i szerokiej czary (kyliksu), z której można było pić w pozycji wpół leżącej. 
Podczas sympozjonu odbywały się również flirty o charakterze homoseksualnym zarówno wśród gości, jak i między gośćmi a niewolnikami. Do rozrywek należały także gry, np. kottabos, polegająca na wylewaniu z pucharu szybkim ruchem resztek wina do specjalnego naczynia, tak aby nie uronić ni kropli, oraz zawody w śpiewie z akompaniamentem aulosu (stąd wywodzi się grecki utwór poetycki, zwany elegią). Bez wątpienia uczty nabierały barwniejszego charakteru, w miarę jak ich uczestnicy stawali się pijani - w malarstwie wazowym zdarzają się sceny ukazujące hetery wchodzące na posłania gości.

## Znaczenie
Sympozjon stał się najważniejszą formą życia towarzyskiego mężczyzn z greckiej arystokracji. Jedynie bogatych było stać na ich urządzanie. Sympozjony stanowiły scenerię dyskusji filozoficznych oraz politycznych, kształtowały gusty, były okazją do oceniania twórczości poetów. Towarzyszące im homoseksualne czy biseksualne rozrywki oraz dysputy intelektualne należały do zachowań, stanowiących wyznacznik przynależności do elity. Wśród sympozjonistów przeważali zwolennicy stronnictwa konserwatywnego; podczas uczty miało się rodzić poczucie przynależności do elity. W Atenach i innych miastach rządzonych przez demokracje takie spotkania silnej mniejszości mogły mieć charakter wywrotowy. Spiski arystokratyczne w celu obalenia demokracji ateńskiej w 457, 411 i 404 p.n.e. z pewnością zostały zawiązane podczas sympozjonów. Taki podwójny, intelektualno-seksualny charakter sympozjonu ukazuje w sposób wyidealizowany Platon w dialogu „Uczta”. Utwór jest fikcyjny, choć występują w nim postaci prawdziwe: Sokrates, Arystofanes, Alkibiades i inni wielcy Ateńczycy V wieku p.n.e., którzy spotykają się, aby pić wino i dyskutować o naturze miłości i seksu. Zjawisko „sympozjonu” nie ograniczało się więc jedynie do wspólnych posiłków, ale miało wymiar znacznie szerszy: religijny, społeczny, polityczny i kulturowy. Sceny uczt były też częstym tematem przedstawień na greckich wazach.

## Sceny wmalarstwie wazowym

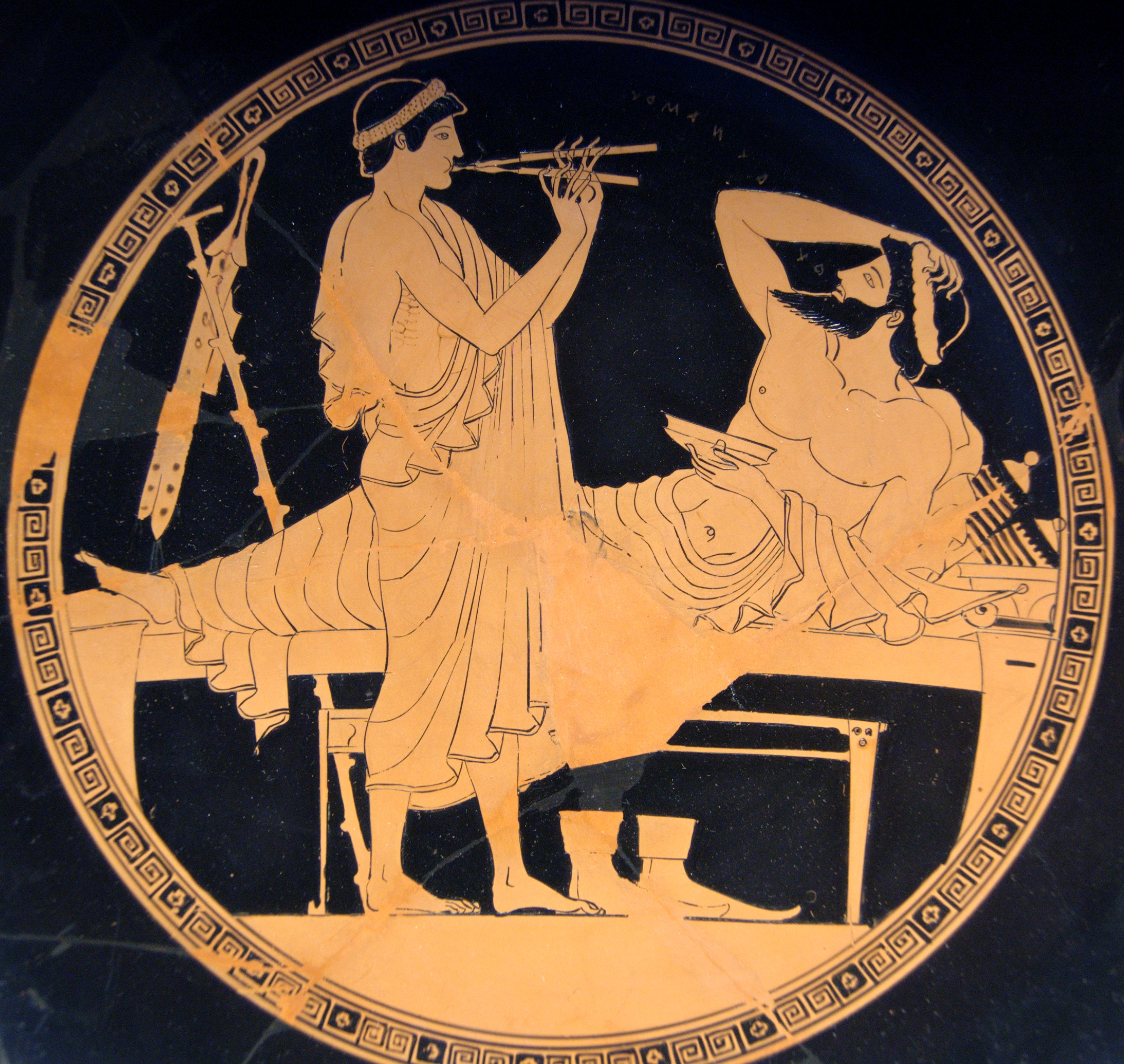
Ucztujący i muzykant grający na aulosie podczas sympozjonu, kyliks attycki, około 480 p.n.e.
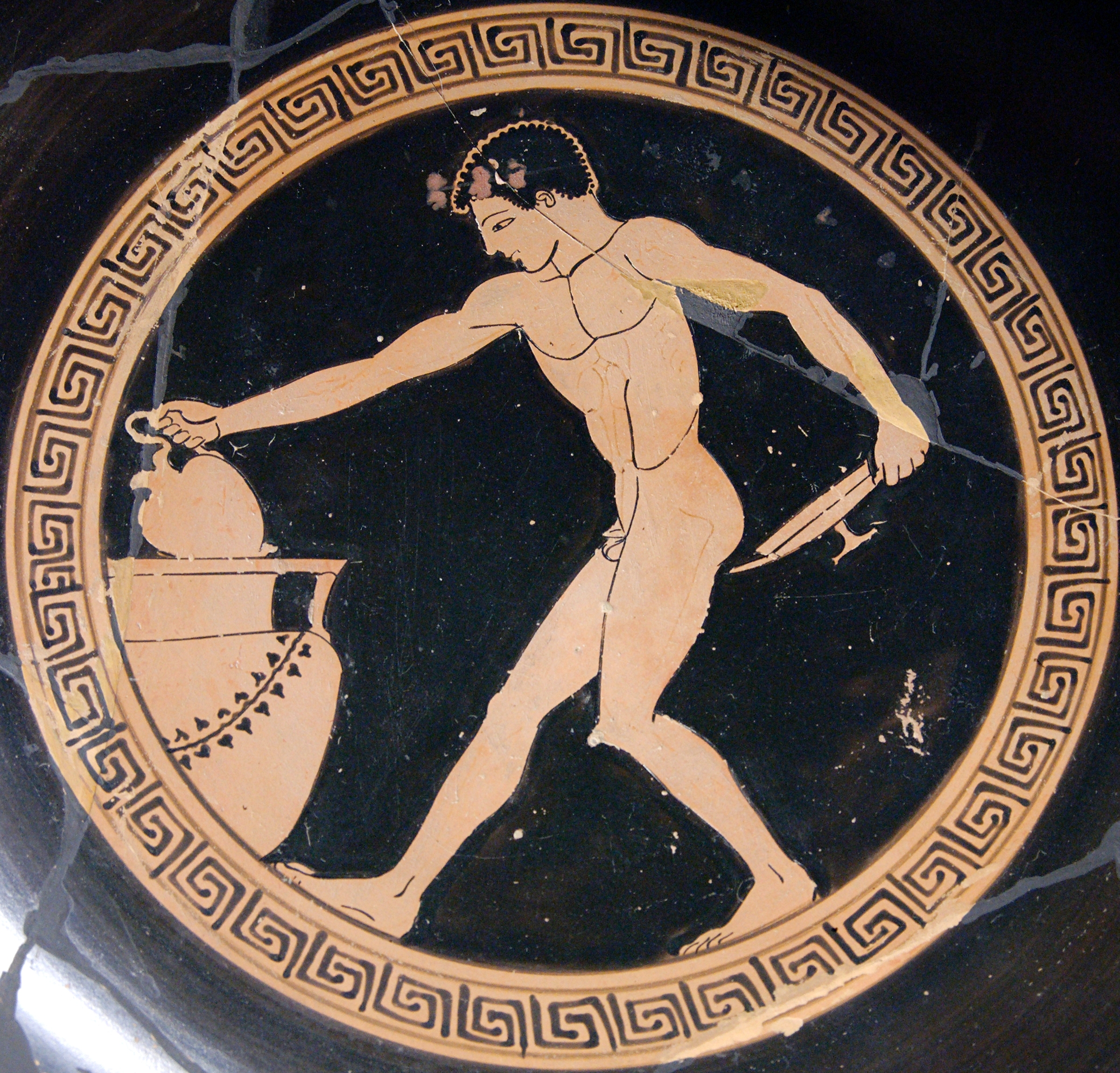
Młodzieniec czerpiący wino z krateru, kyliks attycki, około 490-480 p.n.e.
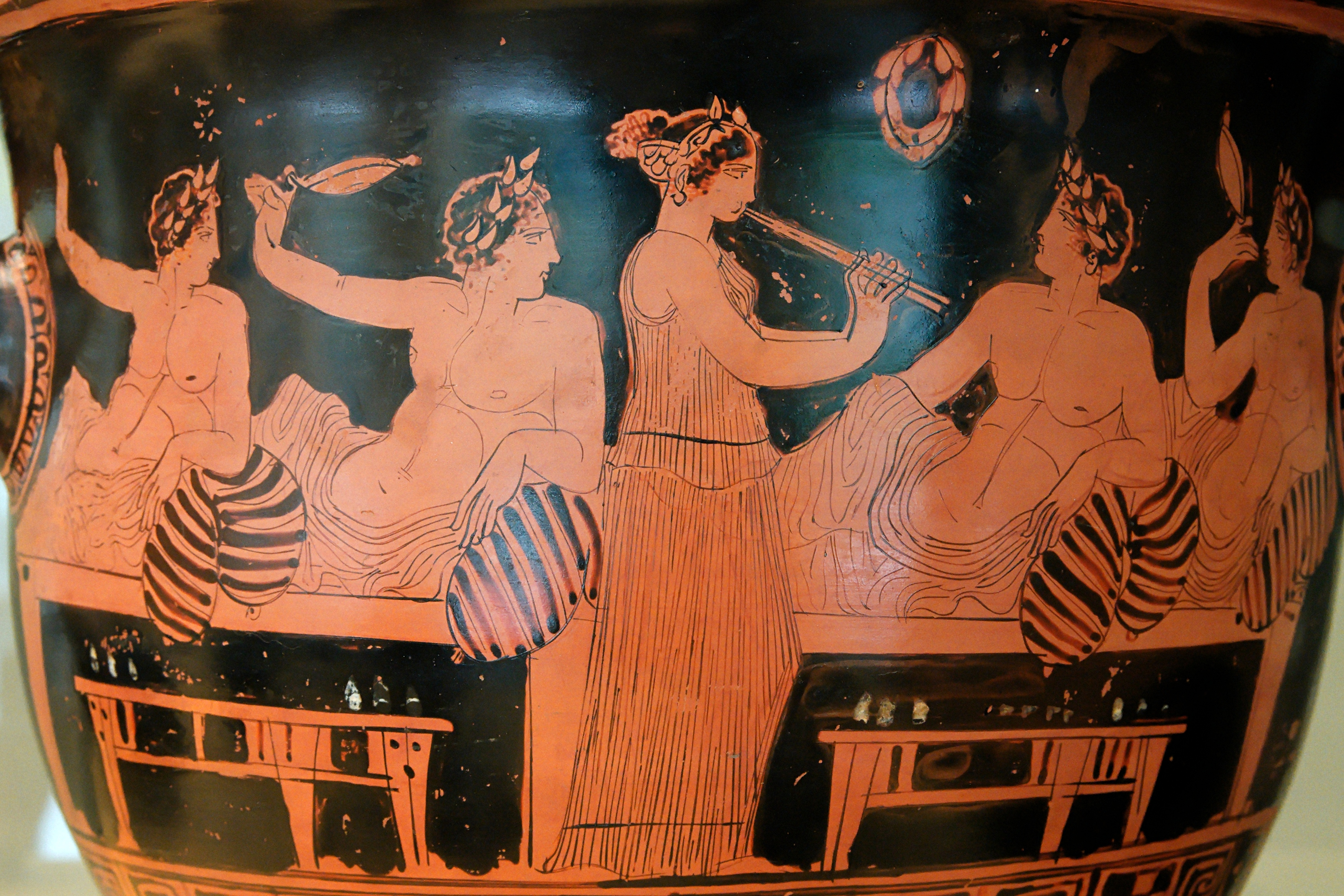
Grupa ucztujących grających w kottabos i kobieta przygrywająca na aulosie, krater attycki, około 420 p.n.e.
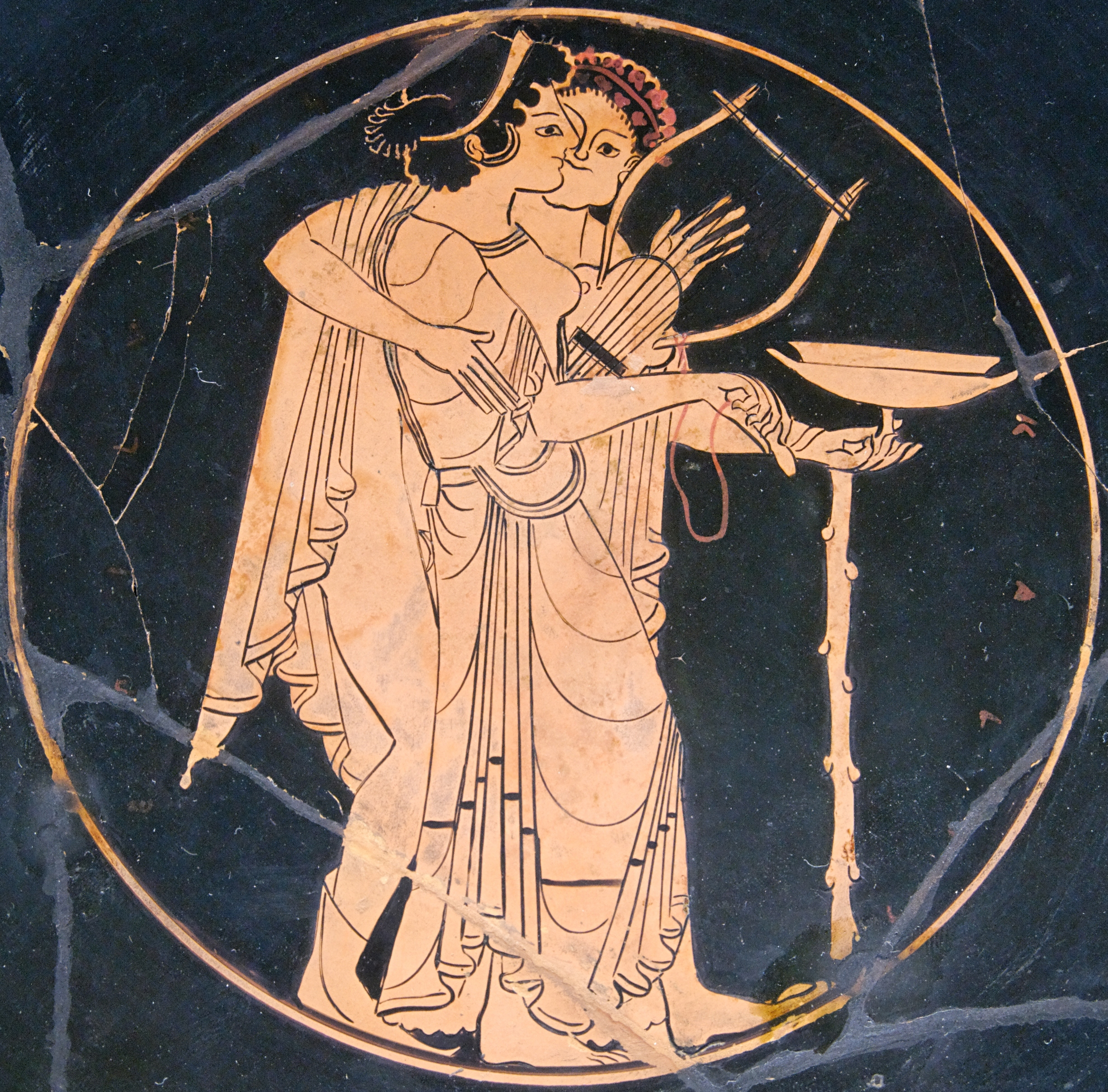
Harfistka z pijącym mężczyzną, kylix, około 510 p.n.e.
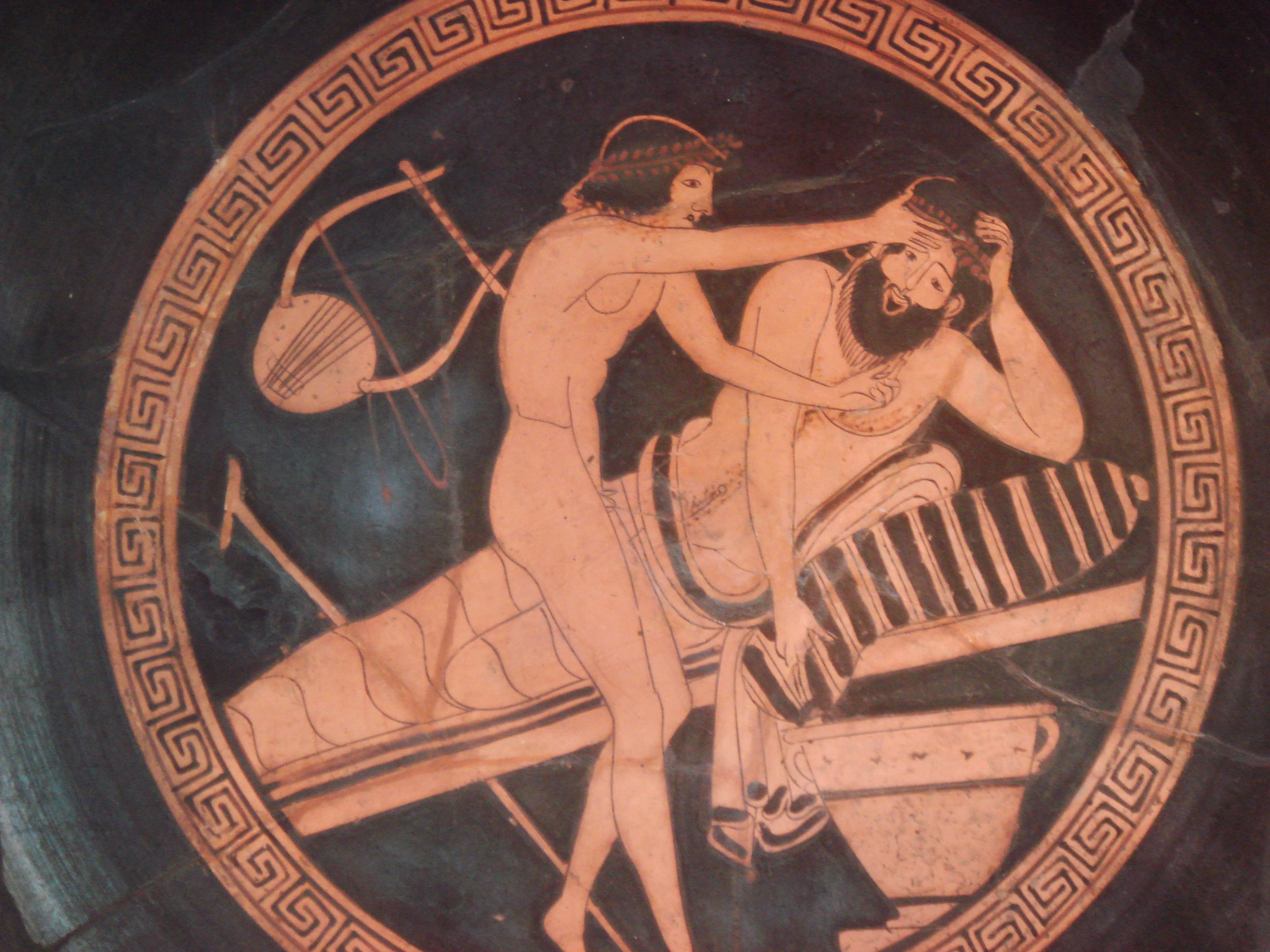
Wymiotujący uczestnik uczty z podtrzymującym go niewolnikiem, kyliks, 500-470 p.n.e.